# Salle Pleyel
Salle Pleyel je koncertní sál v Paříži nacházející se v 8. obvodu na adrese 252 rue du Faubourg-Saint-Honoré. Slavnostně byl otevřen v roce 1927. Po rekonstrukci z roku 2015 je jeho kapacita 2000 míst k sezení a 2800 míst s diváky stojícími pod pódiem. Budova je pojmenovaná po francouzském výrobci klavírů Pleyel. Až do roku 2015 sál sloužil k uvádění symfonické klasické hudby. Budova ve stylu art deco patří k největším francouzským sálům z 20. století. Během své existence byl několikrát renovován a od 3. září 2002 je zapsán mezi historické památky. Budova je pojmenovaná po francouzském výrobci klavírů Pleyel. Až do roku 2015 sál sloužil k uvádění symfonické klasické hudby.

## Historie
Salle Pleyel byl slavnostně otevřen 18. října 1927 koncertem, který dirigovali Igor Stravinsky a Maurice Ravel. Otevření se zúčastnil prezident republiky Gaston Doumergue, předseda Rady ministrů Raymond Poincaré, ministr veřejného vyučování Édouard Herriot a také hudební skladatelé jako Paul Dukas, Manuel de Falla, André Messager a Reynaldo Hahn.
Od 50. let a v 60. letech v rámci pařížského jazzového festivalu Salle Pleyel hostil mnoho velkých jmen jazzu 20. století: Louis Armstrong, Stéphane Grappelli, Art Tatum, Django Reinhardt, Ella Fitzgerald, Erroll Garner, Miles Davis, Keith Jarrett, Ray Charles, Michel Petrucciani. V 70. letech zde koncertovalo i několik rockových kapel, jako Lynyrd Skynyrd. Vystupovali zde i zpěváci populární hudby jako Maurice Chevalier, France Gall, Dalida a Leonard Cohen.
Majitel sálu banka Crédit Lyonnais se rozhodla neomezovat jeho využití jen na koncerty a příležitostně ho pronajímala pro politické kongresy, konference, bohoslužby, promítání, kadeřnické soutěže, losování Národní loterie nebo varietní galavečery.
Dne 10. března 1971 v sále RTL zorganizoval živé vysílání Homosexualita, ten bolestivý problém, který se stal známým tím, že byl přerušen aktivisty z Front homosexuel d'action révolutionnaire. RTL po způsobených výtržnostech musela přepnout do studia.
V roce 1980 Orchester de Paris, tehdy dirigovaný Danielem Barenboimem, opustil Palais des Congrès a usadil se v Salle Pleyel.
V listopadu 1999 zpěvák Charles Trenet pořádal v Salle Pleyel svůj poslední koncert.
V roce 1981 se společnost Crédit Lyonnais v rámci své politiky kulturního sponzorství rozhodla renovovat Salle Pleyel. Vedením projektu byli pověřeni architekti Claude Hamayon a Xavier Rosset, akustik Abraham Melzer, architekt a scénograf Bernard Guillaumot a dekoratér Noël Davoine.
Obnovený sál byl slavnostně otevřen dne 14. října 1981. Výsledek této rekonstrukce byl kritizován s ohledem na akustiku. Nové, menší práce provedl v roce 1994 Christian de Portzamparc.
Crédit Lyonnais zůstala vlastníkem Salle Pleyel až do roku 1998, kdy ji poté, co byla ve vážných finančních potížích, prodala. Vlastníkem se stal Hubert Martigny, který ji odkoupil z vlastních prostředků za 10 milionů eur. Umělecké vedení svěřil své ženě, dirigentce Carle Marii Tarditi.
Po čtyřleté přestávce byla znovu otevřena v září 2006 a v letech 2006 až 2014 byla spravována Cité de la Musique, která se stala jejím vlastníkem v červnu 2009 a hostila Orchester de Paris a Orchestre philharmonique de Radio France od září 2006 do prosince 2014.
Před otevřením hlediště v Maison de la Radio v roce 2014 a poté Philharmonie de Paris v roce 2015 to byl jediný pařížský sál speciálně postavený pro symfonickou hudbu. Ostatní koncerty s orchestrem se konaly zejména v sále Olivier-Messiaen v Maison de la Radio a v Salle Gaveau, které jsou menší, nebo v divadelních sálech Théâtre des Champs-Élysées a Théâtre du Châtelet.
Od ledna 2015 je program v kompetenci Philharmonie de Paris a Cité de la musique udělilo koncesi na sál skupině Fimalac na patnáct let. Program se přeorientoval na moderní hudební repertoár v širokém slova smyslu, koncerty vážné hudby již nenabízí.

## Architektura
Stavbu navrhl hudebník Gustave Lyon a realizaci provedli v letech 1924-1927 architekti Jean-Marcel Auburtin, po něm André Granet a Jean-Baptiste Mathon. Po otevření pojala přibližně 3000 diváků. Po rekonstrukci po požáru v roce 1928 jen 2546 diváků.
Gustave Lyon po svých akustických výzkumech navrhl, aby struktura sálu měla formu trychtýře. Jeviště je nejmenším místem v místnosti a strop je propojen se zadní stěnou asi 6 m nad orchestřištěm. Tvoří rozlehlou zaoblenou klenbu, která se zvedá a rozšiřuje, až dosáhne zadní části sálu. Před jevištěm vybíhá dlouhý parter ke dvěma zadním balkonům. Výška stropu v úrovni balkonů je téměř dvojnásobná než v úrovni orchestru.
Místnost ve zlatých barvách je vyzdobena obrazy od Marca Jaulmese.
Sál o rozměrech 24x12 metrů s rotundou uprostřed otevřenou do vyšších pater je vyzdoben ve stylu art deco, kováním od Raymonda Subese, medailony od Le Bourgeois a svítidly od firmy Baguès. Zahrnuje showroom a prodej pian Pleyel, dále prodejnu gramofonů a radiotechniky, výstavní skříně, knihkupectví, galerii obrazů a čajovnu.
Budova má osm podlaží, kde jsou instalovány byty, showroomy, montážní, servisní a údržbářské dílny, knihovna a šedesát studií.